# 994

## Události
- Opatem v Cluny se stal Odilon de Mercœur a započal prosazovat reformy mnišského života

## Úmrtí
- 10. červenec – markrabě Leopold I. Babenberský

## Hlavy států
- České knížectví – Boleslav II.
- Papež – Jan XV.
- Svatá říše římská – Ota III. (regentka Adéla Burgundská)
- Anglické království – Ethelred II.
- Skotské království – Kenneth II.
- Polské knížectví – Boleslav I. Chrabrý
- Západofranská říše / Francouzské království – Hugo Kapet
- Uherské království – Gejza
- První bulharská říše – Roman I. Bulharský
- Byzanc – Basileios II. Bulharobijce